# Canton (villa)
Canton es una villa ubicada en el condado de St. Lawrence en el estado estadounidense de Nueva York. En el año 2000 tenía una población de 5 882 habitantes y una densidad poblacional de 702 personas por km².

## Geografía
Canton se encuentra ubicada en las coordenadas 44°35′51″N 75°10′16″O / 44.59750, -75.17111.

## Demografía
Según la Oficina del Censo en 2000 los ingresos medios por hogar en la localidad eran de $38,627, y los ingresos medios por familia eran $59,211. Los hombres tenían unos ingresos medios de $38,818 frente a los $28,750 para las mujeres. La renta per cápita para la localidad era de $14,745. Alrededor del 15.6% de la población estaban por debajo del umbral de pobreza.